# Kop’ung
Kop’ung (kor. 고풍군, Kop’ung-kun) – powiat w Korei Północnej, w prowincji Chagang. W 2008 roku liczył ok. 31,5 tys. mieszkańców.
Dominuje teren górzysty. Przez powiat przechodzą dwa pasma górskie – Kangnam i Chŏgyuryŏng. Najwyższym szczytem w powiecie jest Koam-san. 89% terytorium powiatu pokryte jest lasami.
Gospodarka opiera się na rolnictwie.